# Massimo Del Fante
Massimo Del Fante (Rocca di Mezzo, 2 giugno 1894 – 10 giugno 1971) è stato un politico e imprenditore italiano.

## Biografia
Nato a Rocca di Mezzo nel 1894, conseguì la laurea in ingegneria, diventando ingegnere, pubblicista e imprenditore. Fu nominato, durante il periodo della dittatura fascista, conte di Castell'Arcione dal re Vittorio Emanuele III di Savoia. La sua azienda edilizia si occupò di importanti lavori sulla rete di acquedotti tra il Sannio e l'Irpinia, permettendogli così di accumulare una considerevole fortuna. Ricevette inoltre gli onori di Cavaliere del lavoro, Commendatore dell'Ordine dei Santi Maurizio e Lazzaro e Cavaliere di Gran Croce della Corona d'Italia.
Alle elezioni politiche in Italia del 1953 fu eletto, nella circoscrizione L'Aquila-Pescara-Chieti-Teramo, alla Camera dei deputati per la II legislatura. Proclamato il 17 giugno 1953 ed entrato in carica il 25, fece parte del gruppo parlamentare del Partito Nazionale Monarchico fino al 25 ottobre 1956, quando entrò nel Partito Monarchico Popolare. Alla Camera fu membro della VII Commissione lavori pubblici fino al 30 giugno 1956, diventandone vicepresidente dal 1º luglio 1954, e membro dell'VIII Commissione trasporti, comunicazioni e marina mercantile dal 1º luglio 1956 alla fine del mandato; fu inoltre membro di due commissioni speciali.
Nel 1969 l'azienda familiare dichiarò il fallimento e i beni di Del Fante, tranne il castello di Castell'Arcione, furono pignorati ma la sua morte, avvenuta nel 1971, non gli permise di portare a termine dei piani di risanamento; nel 2006 il fallimento fu chiuso con pagamento integrale dei debiti.
Fu padre di Massimo e Davide, che ereditarono i suoi beni terrieri, e della giornalista Dina Luce. Morì nel 1971.